# El Condor (film)
Pour les articles homonymes, voir El Condor (homonymie).
Pour plus de détails, voir Fiche technique et Distribution.
El Condor est un western américain réalisé par John Guillermin et sorti en 1970. Il a été tourné en Espagne dans la province d'Almería et a nécessité la construction d'une grande forteresse qui a plus tard été réutilisée dans d'autres films.

## Synopsis
Luke, un prisonnier évadé, apprend que le fort mexicain d'El Condor renferme les réserves d'or de l'empereur Maximilien. Il s'associe avec Jaroo, un prospecteur d'or, et tous deux persuadent une bande d'Apaches de les aider à s'emparer de ce fort étroitement gardé par la garnison du général Chavez.

## Fiche technique
- Titre : El Condor
- Réalisation : John Guillermin
- Scénario : Larry Cohen et Steven W. Carabatsos
- Décors : Julio Molina
- Photographie : Henri Persin
- Montage : Walter Hannemann et William H. Ziegler
- Musique : Maurice Jarre
- Producteur : André de Toth
- Société de production : Carthay Continental
- Pays de production :  États-Unis
- Langue originale : anglais
- Format : Couleur - Son mono - 35 mm
- Genre : western
- Durée : 102 minutes
- Dates de sortie : 
  - États-Unis : 19 juin 1970
  - France : 23 septembre 1970

## Distribution
- Jim Brown (VF : Serge Sauvion) : Luke
- Lee Van Cleef (VF : Marcel Bozzuffi) : Jaroo
- Patrick O'Neal (VF : Raymond Loyer) : Chavez
- Marianna Hill : Claudine
- Iron Eyes Cody : Santana
- Imogen Hassall (VF : Evelyn Selena) : Dolores
- Elisha Cook Jr. (VF : Jean Berton) : le vieux prisonnier
- Gustavo Rojo (VF : Jean Lagache) : Colonel Anguinaldo
- Ricardo Palacios (VF : Albert Augier) : le chef des trois bandits à la taverne
- Charles Stalnaker (VF : Jacques Thébault) : l'un des trois bandits à la taverne
- John Clark (VF : Philippe Ogouz) : le capitaine des gardes surveillant les prisonniers
- Florencio Amarilla : Aguila

Décors de la forteresse construits pour le film dans le désert de Tabernas.
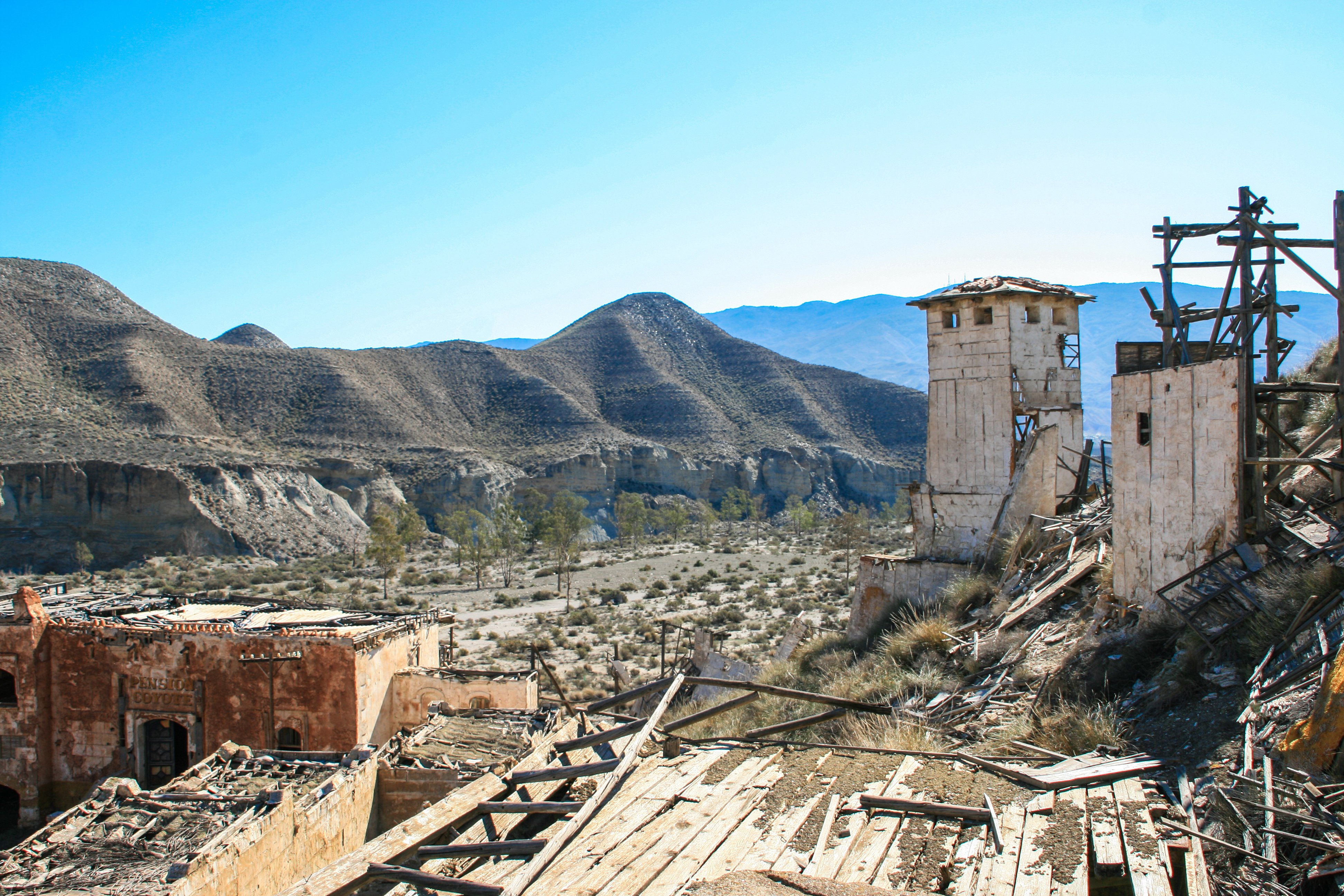
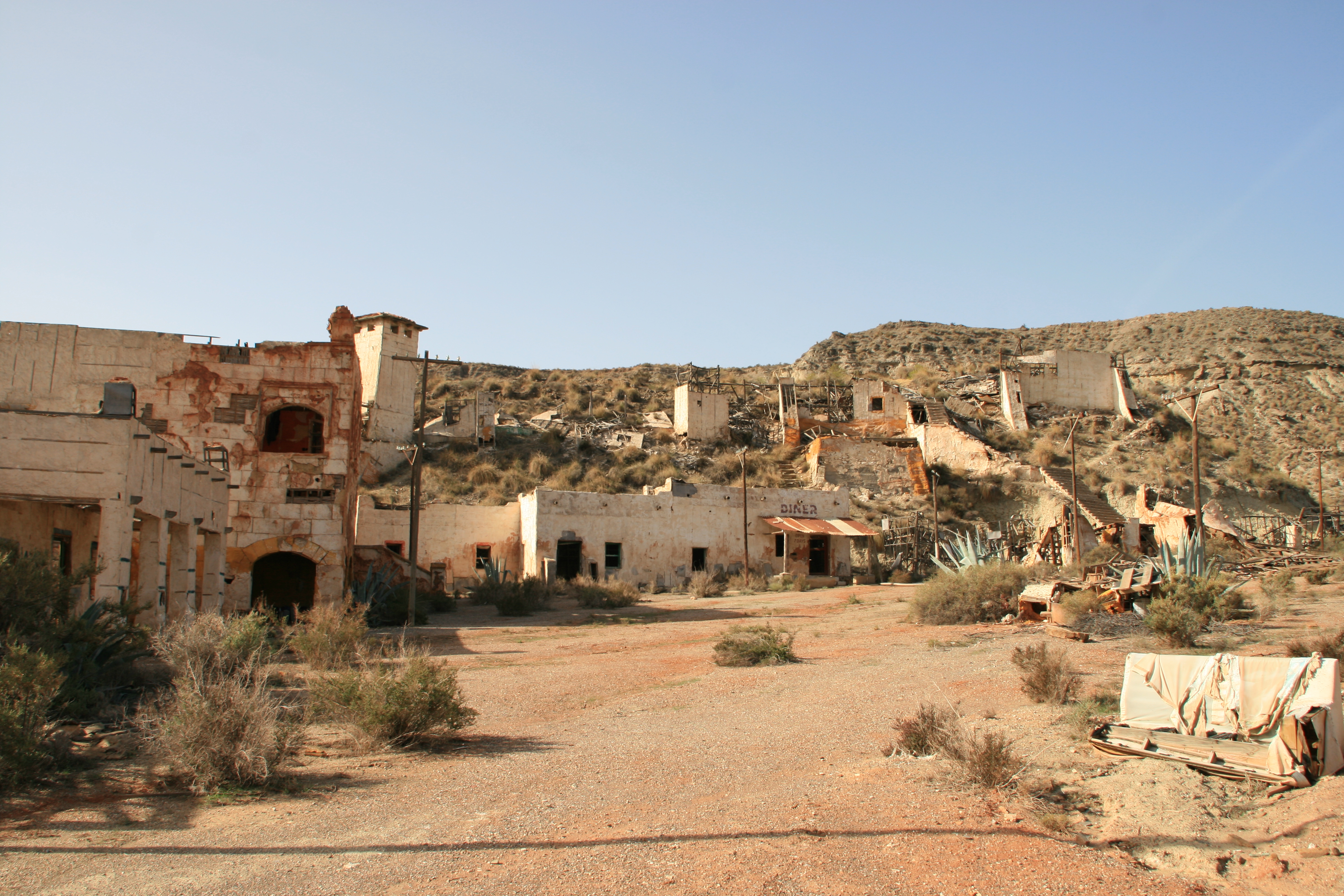